# 운터 운스
《운터 운스》(독일어: Unter Uns)는 1994년부터 현재까지 RTL 텔레비전에서 방영중인 연속극이다.